# Aphyssura sturti
Aphyssura sturti är en tvåvingeart som beskrevs av Norris 1999. Aphyssura sturti ingår i släktet Aphyssura och familjen spyflugor. Inga underarter finns listade i Catalogue of Life.